# Квантитативне вирівнювання голосних
Квантитативне вирівнювання голосних у праслов'янській мові (від лат. quantitativus — «часокількісний») — фонетичне явище в історії ранньопраслов'янської мови. Полягав у поступовому артикуляційному зближенні голосних, що призвело до втрати довгих і коротких фонем і до витворення голосних нормальної довготи. Квантитативне вирівнювання належить до найдавніших змін у системі вокалізму за спільнослов'янський період.

## Суть явища
Рання праслов'янська мова успадкувала від праіндоєвропейського мовного стану систему голосних фонем, у якій вони розрізнювалися не тільки артикуляцією, але й тривалістю: *ā — *ă, *ē — *ě, *ī — *ǐ, *ō — *ŏ, *ū — *ŭ.

### Голосні [о] та [а]
Короткі монофтонги [ǒ], [ǎ] перетворилися спершу на [ǒ], який звузився, набув довготи, а з часом став артикулюватися як голосний [о], що нині функціонує в усіх сучасних слов'янських мовах. В інших індоєвропейських мовах слов'янському [о] часто відповідають короткі [ǒ] та [ǎ]:
- староцерк.-слов. домъ — лат. dŏmŭs, грец. δόμος («будова»);
- староцерк.-слов. око — лат. ŏcŭlŭs, грец. όσσε;
- староцерк.-слов. ось — лат. ăxĭs, грец. άξων;
- староцерк.-слов. море — лат. măre, гот. marei;
- староцерк.-слов. отьць — лат. ătta («тато»).

Довгі голосні [ā] та [ō] злилися в довгому [ā], який спочатку був лабіалізованим голосним заднього ряду, більше відкритим, ніж довгий [ō]. На пізнішому етапі розвитку праслов'янської мови він утратив довготу й лабіалізацію та перетворився на [а]. В інших індоєвропейських мовах слов'янському [а] часто відповідають довгі [ā] та [ō]:
- староцерк.-слов. агнець — лат. āgnŭs;
- староцерк.-слов. мати — лат. māter;
- староцерк.-слов. стати — лат. stāre;
- староцерк.-слов. даръ — лат. dōnum, грец. δῶρον;
- староцерк.-слов. даѭ — лат. dō;
- староцерк.-слов. дъва — лат. dŭō, грец. δύω

### Голосний [е]
Короткий [ě] у праслов'янській мові зберігся, але на певному етапі перетворився на [е] нормальної довготи й був успадкований усіма слов'янськими мовами. В інших індоєвропейських мовах слов'янському [е] відповідає короткий [ě]:
- староцерк.-слов. медъ («мед») — лит. mĕdŭs;
- староцерк.-слов. небо («небо») — дав.-гр. νέφος, лат. nĕbula («хмара»);

Довгий [ē] на слов'янському ґрунті після твердих приголосних змінився на відкритий голосний переднього ряду [ä], який пізніше розвинувся в [ě]. В інших індоєвропейських мовах слов'янському [ě] часто відповідає довгий [ē]:
- староцерк.-слов. видѣти («видіти», «бачити») — лат. vīdēre;
- староцерк.-слов. сѣдѣти («сидіти») — лит. sēdēti, лат. sīdēre;
- староцерк.-слов. звѣрь («звір») — лит. žvėrìs, грец. θήρ;
- староцерк.-слов. вѣтръ — латис. vētra («буря»)

Після м'яких шиплячих приголосних та [j] звук [ē] внаслідок певних перетворень змінився на [а]. Це може бути простежено на прикладах давніх і сучасних чергувань «г» — «жа», «к» — «ча», «х» — «ша», а також «ѣ — іа»:
- староцерк.-слов. бѣгъ — бѣжати (*bēgēti > *bēžēti > *běžati);
- староцерк.-слов. крикъ — кричати, укр. крик — кричати (*krikēti > *kričēti > *kričati);
- староцерк.-слов. духъ — дыханїє — дышати (*dūxēti > *dyšēti > *dyšati);
- староцерк.-слов. сънѣдь — іасти (*ēdsti > *ēsti > *jēsti > *jasti, але *sъněsti, *sъnědь).

### Голосні [і] та [u]
Короткі [ĭ] та [ǔ] зазнали редукції, перетворившись на ультракороткі (надкороткі) зредуковані звуки [ъ] та [ь]: вьдова, гость, сънъ. Це підтверджує порівняння з лексичним матеріалом інших індоєвропейських мов:
- староцерк.-слов. сынъ («син») — лит. sūnŭs;
- староцерк.-слов. медъ — лит. mĕdŭs;
- староцерк.-слов. сънъ («сон») — грец. ύπνος («сон», «гіпноз»);
- староцерк.-слов. льнъ («льон») — лит. lĭnas;
- староцерк.-слов. вьдова («вдова») — лат. vĭdua
- староцерк.-слов. гость — лат. hostĭs («ворог»)

Довгі відповідники цих звуків змінилися так: [і] перетворився на [і] нормальної довготи, [ū] перетворився на [y]. Поява ультракоротких [ъ] та [ь] спричинила нове протиставлення в системі вокалізму: ультракороткі фонеми — фонеми нормальної довготи.
- староцерк.-слов. сынъ («син») — лит. sūnŭs;
- староцерк.-слов. рыдати — лат. rūdere («ревти»);
- староцерк.-слов. ты — лат. tū;
- староцерк.-слов. свекры — лат. socrūs;
- староцерк.-слов. видѣти («видіти», «бачити») — лат. vīdēre;
- староцерк.-слов. три («три») — лат. trī.

### Дифтонги
Окрім монофтонгів, процесом квантитативного вирівнювання були частково охоплені також дифтонги: внаслідок збігу довгих [ā] та [ō] в одному звукові [а] і коротких [ŏ], [ă] у звукові [о] кількість дифтонгів зменшилася. Однак під дією закону відкритого складу перед наступним приголосним і ці дифтонги не змогли зберегтися, оскільки в них другий компонент був нескладотворчим і закривав склад: відбулася монофтонгізація дифтонгів.